# Băile Olănești
Băile Olănești es una ciudad con estatus de oraș de Rumania en el distrito de Vâlcea.
La ciudad está situada en la parte centro-norte del condado, a 20 km al noroeste de la capital del condado, Râmnicu Vâlcea. Se encuentra a orillas del río Olănești, en la zona montañosa al sur de las montañas Parâng. Parte del Parque Nacional Buila-Vânturarița se encuentra en el territorio de la ciudad.

## Geografía
Se encuentra a una altitud de 448 m sobre el nivel del mar y a 196 km de la capital, Bucarest.

## Demografía
Según estimación de 2012 contaba con una población de 4587 habitantes.
| 1948 | 1956  | 1966  | 1977  | 1992  | 2002  | 2012  |
| s/d  | 3 836 | 4 619 | 4 644 | 4 777 | 4 610 | 4 587 |